# Canada op de Olympische Zomerspelen 1996
Canada nam deel aan de Olympische Zomerspelen 1996 in Atlanta, Verenigde Staten. De Canadese selectie bestond uit 304 atleten, keurig verspreid over de beide seksen: 152 mannen en 152 vrouwen. Zij kwamen uit in 23 olympische sportdisciplines. Atlete Charmaine Crooks was vlaggendraagster bij de openingsceremonie.

## Medailles
| Sport            | Olympiër(s) | Onderdeel             | Medaille |
| ---------------- | --- | --------------------- | -------- |
| Atletiek         | Donovan Bailey | 100m (m)              | Goud     |
| Atletiek         | Robert Esmie Glenroy Gilbert Bruny Surin Donovan Bailey Carlton Chambers                                                                               | 4x100m (m)            | Goud     |
| Roeien           | Kathleen Heddle Marnie McBean | dubbel-twee (m)       | Goud     |
|                  | |                       |          |
| Boksen           | David Defiagbon | -91kg (m)             | Zilver   |
| Kanovaren        | Caroline Brunet | K-1 500m (m)          | Zilver   |
| Roeien           | Derek Porter | skiff (m)             | Zilver   |
| Roeien           | Brian Peaker Dave Boyes Gavin Hassett Jeffrey Lay | vier-zonder (m)       | Zilver   |
| Roeien           | Silken Laumann | skiff (v)             | Zilver   |
| Roeien           | Lesley Thompson Tosha Tsang Anna van der Kamp Heather McDermid Jessica Monroe Emma Robinson Alison Korn Theresa Luke Maria Maunder                     | acht (v)              | Zilver   |
| Synchroonzwemmen | Erin Woodley Kasia Kulesza Cari Read Janice Bremner Lisa Alexander Sylvie Fréchette Valerie Hould-Marchand Karen Clark Christine Larsen Karen Fonteyne | team                  | Zilver   |
| Wielersport      | Brian Walton | puntenkoers (m)       | Zilver   |
| Wielersport      | Alison Sydor | mountainbike (v)      | Zilver   |
| Worstelen        | Guivi Sissaouri | -57kg vrije stijl (m) | Zilver   |
| Zwemmen          | Marianne Limpert | 200m wisselslag (v)   | Zilver   |
|                  | |                       |          |
| Roeien           | Diane O'Grady Laryssa Biesenthal Kathleen Heddle Marnie McBean                                                                                         | dubbel-vier (m)       | Brons    |
| Schoonspringen   | Annie Pelletier | 3m plank (v)          | Brons    |
| Volleybal        | John Child Mark Heese | beach (m)             | Brons    |
| Wielersport      | Curtis Harnett | sprint (m)            | Brons    |
| Wielersport      | Clara Hughes | tijdrit (v)           | Brons    |
| Wielersport      | Clara Hughes | wegwedstrijd (v)      | Brons    |
| Zwemmen          | Curtis Myden | 200m wisselslag (m)   | Brons    |
| Zwemmen          | Curtis Myden | 400m wisselslag (m)   | Brons    |

## Deelnemers en resultaten
(m) = mannen, (v) = vrouwen

### Atletiek
| Olympiër                                                                 | Onderdeel              | Resultaat | Prestatie |
| ------------------------------------------------------------------------ | ---------------------- | --------- | --- |
| Donovan Bailey                                                           | 100m (m)               | Goud      | serie 11: 1e in 10,24 kwartfinale 2: 2e in 10,05 halve finale 1: 2e in 10,00 finale: 1e in 9,84 (WR) |
| Glenroy Gilbert                                                          | 100m (m)               | 22e       | serie 12: 2e in 10,34 kwartfinale 1: 5e in 10,28 |
| Bruny Surin                                                              | 100m (m)               | 9e        | serie 1: 2e in 10,18 kwartfinale 5: 2e in 10,13 halve finale 2: 5e in 10,13 |
| Carlton Chambers                                                         | 200m (m)               | 66e       | serie 10: 6e in 21,32 |
| O'Brian Gibbons                                                          | 200m (m)               | DNF       | serie 7: 5e in 20,79 kwartfinale 1: niet gestart |
| Peter Ogilvie                                                            | 200m (m)               | 75e       | serie 6: 7e in 22,00 |
| Graham Hood                                                              | 1500m (m)              | DNF       | serie 4: niet gefinisht |
| Jeff Schiebler                                                           | 10000m (m)             | 37e       | serie 2: 21e in 29.47,79 |
| Tim Kroeker                                                              | 110m horden (m)        | 30e       | serie 7: 4e in 13,74 kwartfinale 4: 8e in 14,14 |
| Joël Bourgeois                                                           | 3000m steeplechase (m) | 16e       | serie 2: 4e in 8.24,14 halve finale 1: 7e in 8.31,45 |
| Donovan Bailey Carlton Chambers Robert Esmie Glenroy Gilbert Bruny Surin | 4x100m (m)             | Goud      | serie 2: 1e in 38,68 halve finale 1: 1e in 38,36 finale: 1e in 37,69 |
| Bruce Deacon                                                             | marathon (m)           | 39e       | 2:19.56 |
| Peter Fonseca                                                            | marathon (m)           | 21e       | 2:17.28 |
| Carey Nelson                                                             | marathon (m)           | 35e       | 2:19.39 |
| Arturo Huerta                                                            | 20km snelwandelen (m)  | 42e       | 1:28.23 |
| Martin St. Pierre                                                        | 20km snelwandelen (m)  | 36e       | 1:26.37 |
| Tim Berrett                                                              | 50km snelwandelen (m)  | 10e       | 3:51.28 |
| Richard Duncan                                                           | verspringen (m)        | 34e       | kwalificatie groep B: 19e met 7,61m |
| Charles Lefrançois                                                       | hoogspringen (m)       | 15e       | kwalificatie groep A: 10e met 2,26m |
| Brad Snyder                                                              | kogelstoten (m)        | 31e       | kwalificatie groep B: 16e met 17,98m |
| Jason Tunks                                                              | discuswerpen (m)       | 33e       | kwalificatie groep B: 15e met 55,58m |
| Mike Smith                                                               | tienkamp (m)           | 13e       | 100m: 29e in 11,08 (843 punten) verspringen: 15e met 7,47m (927 punten) kogelstoten: 1e met 16,97m (911 punten) hoogspringen: 22e met 1,95m (758 punten) 400m: 34e in 51,97 (726 punten) 110m horden: 22e in 14,78 (876 punten) discuswerpen: 3e met 49,54m (861 punten) polsstokhoogspringen: 8e met 5,00m (910 punten) speerwerpen: 9e met 64,34m (803 punten) 1500m: 26e in 4.43,81 (656 punten) totaal: 8271 punten |
|                                                                          |                        |           | |
| Tara Perry                                                               | 200m (v)               | 33e       | serie 5: 6e in 23,46 |
| LaDonna Antoine                                                          | 400m (v)               | 23e       | serie 1: 4e in 51,99 kwartfinale 2: 6e in 52,03 |
| Charmaine Crooks                                                         | 800m (v)               | 18e       | serie 3: 6e in 2.00,27 |
| Leah Pells                                                               | 1500m (v)              | 18e       | serie 1: 8e in 4.13,17 halve finale 2: 4e in 4.06,26 finale: 4e in 4.03,56 |
| Paula Schnurr                                                            | 1500m (v)              | 32e       | serie 3: 10e in 4.29,67 |
| Kathy Butler                                                             | 5000m (v)              | 23e       | serie 2: 7e in 15.47,50 |
| Robyn Meagher                                                            | 5000m (v)              | 42e       | serie 3: 14e in 16.24,49 |
| Katie Anderson                                                           | 100m horden (v)        | 28e       | serie 1: 1e in 12,86 kwartfinale 3: 7e in 13,17 |
| Sonia Paquette                                                           | 100m horden (v)        | 33e       | serie 3: 7e in 13,29 |
| Lesley Tashlin                                                           | 100m horden (v)        | 37e       | serie 2: 7e in 13,61 |
| Rosey Edeh                                                               | 400m horden (v)        | 6e        | serie 2: 5e in 55,64 halve finale 2: 3e in 54,49 finale: 6e in 54,39 |
| Katie Anderson Tara Perry Ladonna Antoine Lesley Tashlin                 | 4x100m (v)             | 13e       | serie 3: 5e in 44,34 |
| May Allison                                                              | marathon (v)           | 52e       | 2:44.38 |
| Danuta Bartoszek                                                         | marathon (v)           | 32e       | 2:37.06 |
| Janice McCaffrey                                                         | 10km snelwandelen (v)  | 23e       | 45.47 |
| Tina Poitras                                                             | 10km snelwandelen (v)  | 32e       | 46.51 |
| Nicole Devonish                                                          | verspringen (v)        | 35e       | kwalificatie groep B: 15e met 5,74m |
| Catherine Bond-Mills                                                     | zevenkamp (v)          | 25e       | 100m horden: 14e in 13,66 (1027 punten) hoogspringen: 4e met 1,83m (1016 punten) kogelstoten: 22e met 12,86m (718 punten) 200m: 17e in 24,90 (896 punten) verspringen: geen geldige poging (0 punten) speerwerpen: 20e met 40,56m (678 punten) 800m: 7e in 2.14,50 (900 punten) totaal: 5235 punten |

### Badminton
| Olympiër                  | Onderdeel      | Resultaat | Prestatie |
| ------------------------- | -------------- | --------- | --- |
| Jaimie Dawson             | enkelspel (m)  | 17e       | 1e ronde: W van SUR Brandon: 15-4, 15-4 2e ronde: V van CHN Yu: 10-15, 11-15                                      |
| Anil Kaul                 | enkelspel (m)  | 33e       | 1e ronde: V van KOR Kim: walk-over                                                                                |
| Iain Sydie                | enkelspel (m)  | 9e        | 1e ronde: W van AUS Hocking: 15-9, 15-9 2e ronde: W van SUI Wapp: 15-7, 15-7 3e ronde: V van KOR Lee: 8-15, 12-15 |
| Anil Kaul/Iain Sydie      | dubbelspel (m) | 17e       | 1e ronde: V van MAL Kiang/Her: 7-15, 3-15                                                                         |
| Jaimie Dawson Darryl Yung | dubbelspel (m) | 17e       | 1e ronde: V van DEN Eriksen/Jakobsen: 10-15, 14-17                                                                |
|                           |                |           | |
| Denyse Julien             | enkelspel (v)  | 17e       | 1e ronde: W van TRI O'Connor: 11-3, 11-0 2e ronde: V van TPE Huang: 11-9, 5-11, 1-11                              |
| Doris Piché               | enkelspel (v)  | 33e       | 1e ronde: vrij 2e ronde: V van INA Susanti: 1-11, 3-11                                                            |
| Si-An Deng Denyse Julien  | dubbelspel (v) | 17e       | 1e ronde: V van NZL Jenkins/Robertson: 7-15, 4-15                                                                 |
|                           |                |           | |
| Iain Sydie Doris Piché    | dubbelspel (g) | 17e       | 1e ronde: V van CHN Liu/Sun: 12-15, 3-15                                                                          |
| Denyse Julien Darryl Yung | dubbelspel (g) | 17e       | 1e ronde: W van AUS Stevenson/Hardy: 9-15, 3-15 2e ronde: V van CHN Chen/Peng: 11-15, 6-15                        |

### Basketbal
| Olympiër | Onderdeel | Resultaat | Prestatie |
| --- | --------- | --------- | --- |
| Camille Thompson Sue Stewart Bev Smith Dianne Norman Shawna Molcak Marlelynn Lange-Harris Karla Karch-Gailus Cynthia Johnston Martina Jerant Jodi Evans Kelly Boucher Andrea Blackwell | vrouwen   | 11e       | groep A: 6e V van Brazilië: 56-69 V van Italië: 54-59 V van China: 49-61 V van Rusland: 49-68 V van Japan: 85-95 9-12e plek: V van Zuid-Korea: 79-88 11-12e plek: W van Zaïre: 88-46 |

| Groep A |          |             |             |             |        |        |        |        |
| #       | Land     | Wedstrijden | Wedstrijden | Wedstrijden | Punten | Punten | Punten | Punten |
| #       | Land     | G           | W           | V           | V      | T      | Saldo  | Punten |
| 1       | Brazilië | 5           | 5           | 0           | 424    | 360    | +64    | 10     |
| 2       | Rusland  | 5           | 4           | 1           | 378    | 342    | +36    | 9      |
| 3       | Italië   | 5           | 3           | 2           | 330    | 309    | +21    | 8      |
| 4       | Japan    | 5           | 2           | 3           | 365    | 396    | -31    | 7      |
| 5       | China    | 5           | 1           | 4           | 347    | 378    | -31    | 6      |
| 6       | Canada   | 5           | 0           | 5           | 293    | 352    | -59    | 5      |

| Ronde       | Datum   | Plaats   | Land  | Score      | Land |
| ----------- | ------- | -------- | ----- | ---------- | ---- |
| Groepsfase  |         |          |       |            |      |
| 21 juli     | Atlanta | Brazilië | 69-56 | Canada     |      |
| 23 juli     | Atlanta | Canada   | 54-59 | Italië     |      |
| 25 juli     | Atlanta | Canada   | 49-61 | China      |      |
| 27 juli     | Atlanta | Rusland  | 68-49 | Canada     |      |
| 29 juli     | Atlanta | Canada   | 85-95 | Japan      |      |
| 9-12e plek  |         |          |       |            |      |
| 31 juli     | Atlanta | Canada   | 79-88 | Zuid-Korea |      |
| 11-12e plek |         |          |       |            |      |
| 2 augustus  | Atlanta | Zaïre    | 46-88 | Canada     |      |

### Boogschieten
| Olympiër                                  | Onderdeel       | Resultaat | Prestatie                                                                    |
| ----------------------------------------- | --------------- | --------- | ---------------------------------------------------------------------------- |
| Jeannot Robitaille                        | individueel (m) | 37e       | plaatsingsronde: 54e met 634 punten 1e ronde: V van KOR Kim: 160-168         |
| Rob Rusnov                                | individueel (m) | 38e       | plaatsingsronde: 43e met 645 punten 1e ronde: V van SWE Larsson: 159-167     |
| Kevin Sally                               | individueel (m) | 49e       | plaatsingsronde: 27e met 657 punten 1e ronde: V van FIN Poikolainen: 155-158 |
| Jeannot Robitaille Rob Rusnov Kevin Sally | team (m)        | 37e       | plaatsingsronde: 11e met 1936 punten 1e ronde: V van Oekraïne: 225-238       |

### Boksen
| Olympiër               | Onderdeel   | Resultaat | Prestatie |
| ---------------------- | ----------- | --------- | --- |
| Domenic Figliomenil    | -48kg (m)   | 17e       | 1e ronde: V van COL Mendoza: 1-12 |
| Claude Lambert         | -54kg (m)   | 17e       | 1e ronde: V van THA Khadpo: 2-12 |
| Casey Patton           | -57kg (m)   | 17e       | 1e ronde: V van RSA N'dou: scheidsrechterlijke beslissing |
| Mike Strange           | -60kg (m)   | 5e        | 1e ronde: W van MEX Martinez: 15-1 2e ronde: W van ARM Ghazaryan: 16-7 kwartfinale: V van BUL Tontchev: 10-16                                                    |
| Phil Boudreault        | -63,5kg (m) | 9e        | 1e ronde: W van TAN Matumla: 16-12 2e ronde: V van RUS Zakharov: 9-11                                                                                            |
| Hercules Kyvelos       | -67kg (m)   | 17e       | 1e ronde: V van TUN Chater |
| Nick Farrell           | -71kg (m)   | 17e       | 1e ronde: V van KAZ Ibraimov: 4-15 |
| Randall Thompson       | -75kg (m)   | 17e       | 1e ronde: V van IRL Magee: 5-11 |
| Troy Amos-Ross         | -81kg (m)   | 5e        | 1e ronde: W van SEY Raforme: knock-out 2e ronde: W van CMR Mbongo: 7-3 kwartfinale: V van KAZ Jirov: 8-14                                                        |
| David Defiagbon        | -91kg (m)   | Zilver    | 1e ronde: vrij 2e ronde: W van KEN Omar: 15-4 kwartfinale: W van FRA Mendy: gediskwalificeerd halve finale: W van USA Jones: 16-10 finale: V van CUB Savon: 2-20 |
| Jean-François Bergeron | +91kg (m)   | 9e        | 1e ronde: vrij 2e ronde: V van SWE Levin: scheidsrechterlijke beslissing                                                                                         |

### Gewichtheffen
| Olympiër       | Onderdeel | Resultaat | Prestatie                                                      |
| -------------- | --------- | --------- | -------------------------------------------------------------- |
| Jean Lavertue  | -64kg (m) | 28e       | trekken: 19e met 125kg stoten: 29e met 145kg totaal: 270kg     |
| Serge Tremblay | -83kg (m) | 13e       | trekken: 12e met 150kg stoten: 13e met 177,5kg totaal: 327,5kg |

### Gymnastiek
| Olympiër            | Onderdeel                | Resultaat | Prestatie |
| Ritmisch            | Ritmisch                 | Ritmisch  | Ritmisch |
| ------------------- | ------------------------ | --------- | --- |
| Camille Martens     | individueel (v)          | 33e       | kwalificatie: touw: 17e met 9,333 punten bal: 37e met 8,599 punten knotsen: 20e met 9,316 punten lint: 30e met 9,116 punten totaal: 36,364 punten |
| Turnen              |                          |           | |
| Kris Burley         | meerkamp individueel (m) | 69e       | kwalificatie: vloer: 81e met 18,025 punten sprong: 40e met 19,000 punten brug: 64e met 18,375 punten rekstok: 88e met 17,275 punten ringen: 97e met 16,025 punten paard met bogen: 96e met 15,600 punten totaal: 104,300 punten                                                                         |
| Richard Ikeda       | meerkamp individueel (m) | 63e       | kwalificatie: vloer: 80e met 18,050 punten sprong: 90e met 18,175 punten brug: 91e met 17,075 punten rekstok: 91e met 17,050 punten ringen: 96e met 16,250 punten paard met bogen: 45e met 18,800 punten totaal: 105,400 punten                                                                         |
| Alan Nolet          | meerkamp individueel (m) | 56e       | kwalificatie: vloer: 72e met 18,400 punten sprong: 76e met 18,575 punten brug: 80e met 17,875 punten rekstok: 74e met 18,150 punten ringen: 81e met 18,150 punten paard met bogen: 78e met 17,950 punten totaal: 109,100 punten                                                                         |
|                     |                          |           | |
| Jennifer Exaltacion | meerkamp individueel (v) | 54e       | kwalificatie: vloer: 82e met 18,262 punten sprong: 80e met 18,462 punten brug: 68e met 18,425 punten balk: 47e met 18,474 punten totaal: 73,722 punten |
| Shanyn MacEachern   | meerkamp individueel (v) | 62e       | kwalificatie: vloer: 67e met 18,612 punten sprong: 52e met 18,800 punten brug: 55e met 18,524 punten balk: 87e met 16,687 punten totaal: 72,923 punten |
| Yvonne Tousek       | meerkamp individueel (v) | 26e       | kwalificatie: 39e vloer: 56e met 18,787 punten sprong: 58e met 18,570 punten brug: 71e met 18,450 punten balk: 30e met 18,787 punten totaal: 74,774 punten finale: vloer: 16e met 9,625 punten sprong: 28e met 9,493 punten brug: 33e met 9,100 punten balk: 20e met 9,575 punten totaal: 37,793 punten |

### Judo
| Olympiër            | Onderdeel | Resultaat | Prestatie |
| ------------------- | --------- | --------- | --- |
| Ewan Beaton         | -60kg (m) | 33e       | 1e ronde: V van POR Caravana |
| Taro Tan            | -65kg (m) | 17e       | 1e ronde: vrij 2e ronde: W van CHN Zhang 3e ronde: V van POR Almeida |
| Colin Morgan        | -78kg (m) | 21e       | 1e ronde: vrij 2e ronde: V van GEO Liparteliani |
| Nicolas Gill        | -86kg (m) | 7e        | 1e ronde: W van GUA Cano 2e ronde: W van ZAI Ndengue 3e ronde: W van ESP Villar kwartfinale: V van GER Spittka herkansingen: W van BRA Branco Zolar herkansingen 2: V van NED Huizinga |
| Keith Morgan        | -95kg (m) | 17e       | 1e ronde: vrij 2e ronde: W van MEX Gutierrez 3e ronde: V van MRI Felicite |
|                     |           |           | |
| Carolyne Lepage     | -48kg (v) | 13e       | 1e ronde: V van ESP Soler herkansingen: V van GBR Heron |
| Nathalie Gosselin   | -52kg (v) | 14e       | 1e ronde: vrij 2e ronde: V van ARG Mariani |
| Marie-Josée Morneau | -56kg (v) | 16e       | 1e ronde: vrij 2e ronde: V van JPN Mizoguchi |
| Michelle Buckingham | -61kg (v) | 13e       | 1e ronde: V van NED Gal herkansingen: V van CUB Beltrán |
| Niki Jenkins        | -72kg (v) | 13e       | 1e ronde: V van FRA Essombe herkansingen: V van CUB Luna |
| Nancy Filteau       | +72kg (v) | 13e       | 1e ronde: vrij 2e ronde: W van TPE Yeh kwartfinale: V van CUB Rodríguez herkansingen: V van KOR Son                                                                                    |

### Kanovaren
| Olympiër                                                               | Onderdeel     | Resultaat | Prestatie                                                                           |
| Slalom                                                                 | Slalom        | Slalom    | Slalom                                                                              |
| ---------------------------------------------------------------------- | ------------- | --------- | ----------------------------------------------------------------------------------- |
| Larry Norman                                                           | C-1 (m)       | 18e       | 170,12                                                                              |
| Benoît Gauthier François Letourneau                                    | C-2 (m)       | 8e        | 172,67                                                                              |
| David Ford                                                             | K-1 (m)       | 15e       | 149,23                                                                              |
|                                                                        |               |           |                                                                                     |
| Sheryl Boyle                                                           | K-1 (v)       | 27e       | 242,89                                                                              |
| Margaret Langford                                                      | K-1 (v)       | 8e        | 173,59                                                                              |
| Sprint                                                                 |               |           |                                                                                     |
| Steve Giles                                                            | C-1 500m (m)  | 8e        | serie 1: 3e in 1.53,803 halve finale 2: 1e in 1.51,614 finale: 8e in 1.53,326       |
| Gavin Maxwell                                                          | C-1 1000m (m) | 16e       | serie 2: 6e in 4.36,971 halve finale 1: 6e in 4.27,721                              |
| Attila Buday Tamas Buday, Jr.                                          | C-2 500m (m)  | 10e       | serie 1: 5e in 1.47,551 herkansingen: 1e in 1.49,820 halve finale 1: 6e in 1.44,213 |
| Steve Giles Dan Howe                                                   | C-2 1000m (m) | 9e        | serie 1: 7e in 4.33,613 halve finale 1: 1e in 3.45,077 finale: 9e in 3.46,02        |
| Renn Crichlow                                                          | K-1 500m (m)  | 10e       | serie 2: 4e in 1.42,652 herkansingen: 2e in 1.43,055 halve finale 1: 6e in 1.41,749 |
| Erik Gervais                                                           | K-1 1000m (m) | 20e       | serie 1: 7e in 4.01,707 herkansingen: 6e in 4.08,473                                |
| Mihai Apostol Renn Crichlow Peter Giles Liam Jewell                    | K-4 1000m (m) | 7e        | serie 1: 5e in 3.15,208 halv finale 1: 2e in 3.01,307 finale: 7e in 2.56,664        |
|                                                                        |               |           |                                                                                     |
| Caroline Brunet                                                        | K-1 500m (v)  | Zilver    | serie 2: 2e in 1.53,024 halve finale 2: 2e in 1.49,575 finale: 2e in 1.47,891       |
| Marie-Josée Gibeau-Ouimet Corrina Kennedy                              | K-2 500m (v)  | 5e        | serie 3: 3e in 1.44,685 halve finale 1: 4e in 1.44,461 finale: 5e in 1.41,313       |
| Marie-Josée Gibeau-Ouimet Alison Herst Corrina Kennedy Klara MacAskill | K-4 500m (v)  | 5e        | serie 2: 3e in 1.39,691 halve finale 1: 1e in 1.38,712 finale: 5e in 1.33,093       |

### Paardensport
| Olympiër                                                               | Onderdeel   | Resultaat | Prestatie |
| Dressuur                                                               | Dressuur    | Dressuur  | Dressuur |
| ---------------------------------------------------------------------- | ----------- | --------- | --- |
| Leonie Bramall                                                         | individueel | 29e       | Grand Prix: 29e met 64,52% |
| Thomas Dvorak                                                          | individueel | DNF       | Grand Prix: niet gefinisht |
| Gina Smith                                                             | individueel | 43e       | Grand Prix: 43e met 58,48% |
| Evi Strasser                                                           | individueel | 44e       | Grand Prix: 44e met 57,36% |
| Leonie Bramall Thomas Dvorak Gina Smith Evi Strasser                   | team        | 10e       | 4691 punten |
| Eventing                                                               |             |           | |
| Chelan Kozak                                                           | individueel | DNF       | dressuur: niet gefinisht |
| Kelli McMullen-Temple                                                  | individueel | 18e       | dressuur: 21e met 55,2 strafpunten cross-country: 18e met 101,60 strafpunten springconcours: 14e met 15 strafpunten totaal: 171,80 punten     |
| Kelli McMullen-Temple Claire Smith Therese Washtock Stuart Young-Black | team        | 14e       | dressuur: 4e met 139,20 strafpunten cross-country: 14e met 1935,20 strafpunten totaal: 2074,40 strafpunten                                    |
| Springconcours                                                         |             |           | |
| Mac Cone                                                               | individueel | 52e       | kwalificatie: 1e ronde: 51e met 8,25 strafpunten 2e ronde: 42e met 12 strafpunten 3e ronde: 47e met 12 strafpunten totaal: 32,25 strafpunten  |
| Christopher Delia                                                      | individueel | 66e       | kwalificatie: 1e ronde: 41e met 8 strafpunten 2e ronde: 42e met 16 strafpunten 3e ronde: 70e met 32 strafpunten totaal: 56 strafpunten        |
| Ian Millar                                                             | individueel | 46e       | kwalificatie: 1e ronde: 41e met 8 strafpunten 2e ronde: 42e met 12 strafpunten 3e ronde: 30e met 8 strafpunten totaal: 28 strafpunten         |
| Linda Southern-Heathcott                                               | individueel | 58e       | kwalificatie: 1e ronde: 67e met 12,75 strafpunten 2e ronde: 42e met 12 strafpunten 3e ronde: 65e met 20 strafpunten totaal: 45,50 strafpunten |
| Mac Cone Christopher Delia Ian Millar Linda Southern-Heathcott         | team        | 16e       | 1e ronde: 15e met 36 strafpunten 2e ronde: 16e met 40,75 strafpunten totaal: 76,75 strafpunten                                                |

### Roeien
| Olympiër | Onderdeel              | Resultaat | Prestatie                                                                                                |
| --- | ---------------------- | --------- | --- |
| Derek Porter | skiff (m)              | Zilver    | serie 2: 1e in 7.31,75 halve finale 1: 2e in 7.14,91 finale: 2e in 6.47,45                               |
| Michael Forgeron Todd Hallett | dubbel-twee (m)        | 7e        | serie 4: 2e in 6.48,03 herkansingen: 1e in 6.51,93 halve finale 1: 4e in 6.46,35 finale B: 1e in 6.18,37 |
| Brian Peaker Dave Boyes Gavin Hassett Jeffrey Lay                                                                                  | vier-zonder (m)        | Zilver    | serie 2: 1e in 6.18,55 halve finale 2: 2e in 6.10,38 finale: 2e in 6.10,13                               |
| Darren Barber Scott Brodie Andy Crosby Phil Graham Henry Hering Pat Newman Adam Parfitt Mark Platt Greg Stevenson                  | acht (m)               | 4e        | serie 1: 2e in 5.44,00 herkansingen: 1e in 5.30,76 finale: 4e in 5.46,54                                 |
| |                        |           | |
| Silken Laumann | skiff (v)              | Zilver    | serie 3: 2e in 8.10,57 herkansingen: 1e in 8.28,88 halve finale 1: 1e in 7.57,68 finale: 2e in 7.35,15   |
| Colleen Miller Wendy Wiebe | lichte dubbel-twee (v) | 7e        | serie 1: 3e in 7.41,20 herkansingen: 2e in 7.02,54 halve finale 2: 5e in 7.27,19 finale B: 1e in 7.03,87 |
| Kathleen Heddle Marnie McBean | dubbel-twee (v)        | Goud      | serie 1: 1e in 7.23,07 halve finale 1: 1e in 7.11,21 finale: 1e in 6.56,84                               |
| Emma Robinson Anna Van der Kamp | twee-zonder (v)        | 5e        | serie 3: 2e in 7.38,98 halve finale 2: 2e in 7.32,02 finale: 5e in 7.12,27                               |
| Laryssa Biesenthal Kathleen Heddle Marnie McBean Diane O'Grady                                                                     | dubbel-vier (v)        | Brons     | serie 2: 1e in 6.39,32 finale: 3e in 6.30,387                                                            |
| Lesley Thompson Tosha Tsang Anna van der Kamp Heather McDermid Jessica Monroe Emma Robinson Alison Korn Theresa Luke Maria Maunder | acht (v)               | Zilver    | serie 2: 2e in 6.29,08 herkansingen: 2e in 6.06,49 finale: 2e in 6.24,05                                 |

### Schermen
| Olympiër                                                   | Onderdeel      | Resultaat | Prestatie                                                                   |
| ---------------------------------------------------------- | -------------- | --------- | --------------------------------------------------------------------------- |
| Jean-Marc Chouinard                                        | degen (m)      | 19e       | 1e ronde: vrij 2e ronde: V van GER Strzalka: 12-15                          |
| Danek Nowosielski                                          | degen (m)      | 20e       | 1e ronde: vrij 2e ronde: V van CUB Trevejo: 14-15                           |
| James Ransom                                               | degen (m)      | 38e       | 1e ronde: V van USA Marx: 9-15                                              |
| Jean-Marc Chouinard Danek Nowosielski James Ransom         | degen team (m) | 9e        | 1e ronde: V van Spanje: 41-45                                               |
| Jean-Marie Banos                                           | sabel (m)      | 31e       | 1e ronde: W van USA Strzalkowski: 15-11 2e ronde: V van RUS Kirijenko: 8-15 |
| Jean-Paul Banos                                            | sabel (m)      | 29e       | 1e ronde: W van GEO Lortkipanidze: 15-13 2e ronde: V van ITA Terenzi: 7-15  |
| Tony Plourde                                               | sabel (m)      | 30e       | 1e ronde: W van CHN Yan: 15-9 2e ronde: V van HUN Navarrete: 9-15           |
| Jean-Marie Banos Jean-Paul Banos Evens Gravel Tony Plourde | sabel team (m) | 10e       | 1e ronde: W van Spanje: 25-45                                               |

### Schietsport
| Olympiër              | Onderdeel                  | Resultaat | Prestatie                                            |
| --------------------- | -------------------------- | --------- | ---------------------------------------------------- |
| Jean-François Senecal | 10m luchtgeweer (m)        | 19e       | kwalificatie: 30e met 583 punten (96-98-98-98-96-95) |
| Michel Dion           | 50m geweer 3 houdingen (m) | 43e       | kwalificatie: 43e met 1145 punten (396-365-384)      |
| Michel Dion           | 50m geweer liggend (m)     | 30e       | kwalificatie: 30e met 592 punten (99-99-99-99-99-97) |
| Jason Caswell         | skeet (m)                  | 53e       | kwalificatie: 53e met 111 punten (66-45)             |
| Clayton Miller        | skeet (m)                  | 20e       | kwalificatie: 20e met 119 punten (73-46)             |
| George Leary          | trap (m)                   | 9e        | kwalificatie: 9e met 121 punten (73-48)              |
| Paul Shaw             | trap (m)                   | 45e       | kwalificatie: 45e met 115 punten (68-47)             |
| Rod Boll              | dubbeltrap (m)             | 19e       | kwalificatie: 19e met 130 punten (40-45-45)          |
| Kirk Reynolds         | dubbeltrap (m)             | 12e       | kwalificatie: 12e met 135 punten (43-45-47)          |
| Cynthia Meyer         | dubbeltrap (v)             | 15e       | kwalificatie: 15e met 97 punten (31-38-28)           |

### Schoonspringen
| Olympiër         | Onderdeel    | Resultaat | Prestatie |
| ---------------- | ------------ | --------- | --- |
| David Bédard     | 3m plank (m) | 19e       | voorronde: 19e met 342,33 punten                                                                                       |
| Philippe Comtois | 3m plank (m) | 16e       | voorronde: 14e met 357,75 punten halve finale: 18e met 193,53 punten totaal: 551,28 punten                             |
|                  |              |           | |
| Eryn Bulmer      | 3m plank (v) | 21e       | voorronde: 21e met 226,74 punten                                                                                       |
| Annie Pelletier  | 3m plank (v) | Brons     | voorronde: 17e met 336,58 punten halve finale: 5e met 218,75 punten finale: 5e met 290,88 punten totaal: 509,64 punten |

### Softbal
| Olympiër | Onderdeel | Resultaat | Prestatie |
| --- | --------- | --------- | --- |
| Sandy Beasley Juanita Clayton Karen Doell Carrie Flemmer Kelly Kelland Kara McGaw Pauline Maurice Candace Murray Christine Parris Lori Sippel Karen Snelgrove Debbie Sonnenberg Alecia Stephenson Colleen Thorburn-Smith Carmie Vairo | vrouwen   | 19e       | groepsfase: 5e W van Chinees Taipei: 2-1 W van Puerto Rico: 4-0 V van China: 1-2 V van Japan: 0-4 V van Verenigde Staten: 2-4 W van Nederland: 4-1 V van Australië: 2-5 |

| Groepsfase |                  |             |             |             |        |        |        |        |        |
| #          | Land             | Wedstrijden | Wedstrijden | Wedstrijden | Punten | Punten | Punten | Punten | Punten |
| #          | Land             | G           | W           | V           | RV     | RT     | Saldo  | Ptn    |        |
| 1          | Verenigde Staten | 7           | 6           | 1           | 37     | 7      | +30    | .857   |        |
| 2          | China            | 7           | 5           | 2           | 29     | 7      | +22    | .714   |        |
| 3          | Australië        | 7           | 5           | 2           | 29     | 11     | +18    | .714   |        |
| 4          | Japan            | 7           | 5           | 2           | 24     | 18     | +6     | .714   |        |
| 5          | Canada           | 7           | 3           | 4           | 15     | 18     | -3     | .429   |        |
| 6          | Chinees Taipei   | 7           | 2           | 5           | 19     | 19     | 0      | .286   |        |
| 7          | Nederland        | 7           | 1           | 6           | 4      | 32     | -28    | .143   |        |
| 8          | Puerto Rico      | 7           | 1           | 6           | 5      | 44     | -39    | .143   |        |

| Ronde      | Datum   | Plaats           | Land | Score     | Land |
| ---------- | ------- | ---------------- | ---- | --------- | ---- |
| Groepsfase |         |                  |      |           |      |
| 21 juli    | Atlanta | Chinees Taipei   | 1-2  | Canada    |      |
| 22 juli    | Atlanta | Puerto Rico      | 0-4  | Canada    |      |
| 23 juli    | Atlanta | China            | 2-1  | Canada    |      |
| 24 juli    | Atlanta | Canada           | 0-4  | Japan     |      |
| 25 juli    | Atlanta | Verenigde Staten | 4-2  | Canada    |      |
| 26 juli    | Atlanta | Nederland        | 1-4  | Canada    |      |
| 27 juli    | Atlanta | Canada           | 2-5  | Australië |      |

### Synchroonzwemmen
| Olympiër | Onderdeel | Resultaat | Prestatie                                                                        |
| --- | --------- | --------- | -------------------------------------------------------------------------------- |
| Kasia Kulesza Erin Woodley Cari Read Christine Larsen Valérie Hould-Marchand Sylvie Fréchette Karen Fonteyne Karen Clark Janice Bremner Lisa Alexander | team      | Zilver    | technisch: 2e met 97,933 punten vrij: 2e met 98,600 punten totaal: 98,367 punten |

### Tafeltennis
| Olympiër                 | Onderdeel      | Resultaat | Prestatie |
| ------------------------ | -------------- | --------- | --- |
| Johnny Huang             | enkelspel (m)  | 5e        | groep M: 1e W van GBR Chen: 2-0 W van USA Zhuang: 2-0 W van NGR Olaleye: 2-0 2e ronde: W van SWE Waldner: 3-1 (21-15, 17-21, 21-16, 21-7) kwartfinale: V van CHN Liu: 1-3 (21-9, 19-21, 16-21, 16-21) |
| Joe Ng                   | enkelspel (m)  | 49e       | groep O: 4e V van JPN Matsushita: 0-2 V van POL Grubba: 0-2 V van INA Suseno: 0-2 |
| Johnny Huang Joe Ng      | dubbelspel (m) | 17e       | groep E: 3e V van GER Fetzner/Rosskopf: 0-2 V van AUT Jindrak/Schlager: 0-2 W van BRA Hoyama/Peixoto: 2-0                                                                                             |
|                          |                |           | |
| Petra Cada               | enkelspel (v)  | 49e       | groep M: 1e W van GBR Chen: 2-0 W van USA Zhuang: 2-0 W van NGR Olaleye: 2-0 2e ronde: W van SWE Waldner: 3-1 (21-15, 17-21, 21-16, 21-7) kwartfinale: V van CHN Liu: 1-3 (21-9, 19-21, 16-21, 16-21) |
| Lijuan Geng              | enkelspel (v)  | 9e        | groep F: 1e W van KOR Park: 2-0 W van NED Keen: 2-0 2e ronde: V van HKG Chan: 1-3 (21-14, 17-21, 11-21, 14-21)                                                                                        |
| Barbara Chiu Lijuan Geng | dubbelspel (v) | 17e       | groep A: 3e V van CHN Yaping/Hong: 0-2 V van FRA Coubat/Wang-Drechou: 0-2 |

### Tennis
| Olympiër                              | Onderdeel      | Resultaat | Prestatie |
| ------------------------------------- | -------------- | --------- | --- |
| Sébastien Lareau                      | enkelspel (m)  | 33e       | 1e ronde: V van ESP Costa: 6-7(11), 4-6 |
| Daniel Nestor                         | enkelspel (m)  | 33e       | 1e ronde: V van ARM Sargsian: 4-6, 4-6 |
| Grant Connell Daniel Nestor           | dubbelspel (m) | 9e        | 1e ronde: W van IRL Barron/Casey: 6-4, 6-4 2e ronde: V van GBR Broad/Henman: 6-7(5), 6-4, 4-6                                                                    |
|                                       |                |           | |
| Patricia Hy-Boulais                   | enkelspel (v)  | 17e       | 1e ronde: W van ITA Grande: 6-4, 6-4 2e ronde: V van USA Seles: 3-6, 2-6                                                                                         |
| Jana Nejedly                          | enkelspel (v)  | 33e       | 1e ronde: V van SVK Zrubáková: 2-6, 3-6 |
| Jill Hetherington Patricia Hy-Boulais | dubbelspel (v) | 5e        | 1e ronde: W van JPN Nagatsuka/Sugiyama: 7-6(2), 6-1 2e ronde: W van BLR Barabansjtsjikava/Zverava: 2-6, 6-4, 6-1 kwartfinale: V van CZE Novotná/Suková: 2-6, 4-6 |

### Volleybal

#### Beach
| Olympiër                           | Onderdeel | Resultaat | Prestatie |
| ---------------------------------- | --------- | --------- | --- |
| John Child Mark Heese              | beach (m) | Brons     | 1e ronde: vrij 2e ronde: V van ESP Bosma/Jiménez: 1-15 herkansingen 1: W van SWE Englen/Petersson: 15-2 herkansingen 2: W van CZE Pakosta/Palinek: 15-9 herkansingen 3: W van GER Ahmann/Hager: 15-7 herkansingen 4: W van CUB Alvarez/Rossell: 15-4 herkansingen 5: W van ESP Bosma/Jiménez: 15-4 halve finale: V van USA Kiraly/Steffes: 11-15 bronzen finale: W van POR Brenha/Maia: 12-5, 12-8 |
| Ed Drakich Marc Dunn               | beach (m) | 17e       | 1e ronde: V van AUS Julien Prosser/Zahner: 6-15 herkansingen 1: V van ITA Ghiurghi/Grigolo: 8-15 |
|                                    |           |           | |
| Barb Broen-Ouelette Margo Malowney | beach (v) | 17e       | 1e ronde: V van INA Kaize/Rahayu: 10-15 herkansingen 1: V van FRA Lesage/Prawerman: 13-15 |

#### Zaal
| Olympiër | Onderdeel | Resultaat | Prestatie |
| --- | --------- | --------- | --- |
| Diane Ratnik Josée Corbeil Katrina von Sass Brigitte Soucy Erminia Russo Michelle Sawatzky Janis Kelly Lori Ann Mundt Kathy Tough Wanda Guenette Christine Stark Kerri Ann Buchberger | zaal (v)  | Brons     | groep B: 5e V van Cuba: 8-15, 8-15, 5-15 V van Rusland: 0-3 (1-15, 7-15, 9-15) V van Duitsland: 5-15, 12-15, 6-15 V van Brazilië: 6-15, 6-15, 11-15 W van Peru: 3-2 (16-17, 15-6, 11-15, 15-9, 15-12) |

| Groep B |           |             |             |             |             |             |             |        |        |        |        |
| #       | Land      | Wedstrijden | Wedstrijden | Wedstrijden | Wedstrijden | Wedstrijden | Wedstrijden | Punten | Punten | Punten | Punten |
| #       | Land      | G           | W           | V           | SW          | SV          | SR          | SPW    | SPL    | Saldo  | Punten |
| 1       | Brazilië  | 5           | 5           | 0           | 15          | 1           | +14         | 238    | 121    | +117   | 10     |
| 2       | Rusland   | 5           | 4           | 1           | 12          | 4           | +8          | 217    | 140    | +77    | 9      |
| 3       | Cuba      | 5           | 3           | 2           | 10          | 6           | +4          | 196    | 156    | +40    | 8      |
| 4       | Duitsland | 5           | 2           | 3           | 7           | 9           | -2          | 163    | 191    | -28    | 7      |
| 5       | Canada    | 5           | 1           | 4           | 3           | 14          | -11         | 156    | 239    | -83    | 6      |
| 6       | Peru      | 5           | 0           | 5           | 2           | 15          | -13         | 129    | 252    | -123   | 5      |

| Ronde      | Datum   | Plaats  | Land | Score     | Land |
| ---------- | ------- | ------- | ---- | --------- | ---- |
| Groepsfase |         |         |      |           |      |
| 20 juli    | Atlanta | Canada  | 0-3  | Cuba      |      |
| 22 juli    | Atlanta | Rusland | 3-0  | Canada    |      |
| 24 juli    | Atlanta | Canada  | 0-3  | Duitsland |      |
| 26 juli    | Atlanta | Canada  | 0-3  | Brazilië  |      |
| 28 juli    | Atlanta | Peru    | 2-3  | Canada    |      |

### Wielersport
| Olympiër          | Onderdeel        | Resultaat | Prestatie |
| Baan              | Baan             | Baan      | Baan |
| ----------------- | ---------------- | --------- | --- |
| Brian Walton      | puntenkoers (m)  | Zilver    | 29 punten |
| Curt Harnett      | sprint (m)       | Brons     | kwalificatie: 2e in 10,175 1e ronde: W van NZL Potter: 11,380 2e ronde: W van SVK Bazalik: 11,058 3e ronde: W van ESP Moreno: 10,793 kwartfinale 2: W van FRA Magné: 2-1 halve finale 2: V van USA Nothstein: 0-2 bronzen finale: W van AUS Neiwand: 2-0 |
|                   |                  |           | |
| Tanya Dubnicoff   | sprint (v)       | Brons     | kwalificatie: 8e in 11,566 1e ronde: W van CHN Yang: 12,02 kwartfinale 4: V van NED Haringa: 1-2 5-8e plek: 4e |
| Mountainbike      |                  |           | |
| Andreas Hestler   | mannen           | 31e       | 2:46.45 |
| Warren Sallenback | mannen           | 13e       | 2:29.57 |
|                   |                  |           | |
| Alison Sydor      | vrouwen          | Zilver    | 1:51.58 |
| Lesley Tomlinson  | vrouwen          | 13e       | 2:01.04 |
| Weg               |                  |           | |
| Eric Wohlberg     | tijdrit (m)      | 26e       | 1:10.36 |
| Steve Bauer       | wegwedstrijd (m) | 64e       | 4:56.45 |
| Michael Barry     | wegwedstrijd (m) | 64e       | 4:56.47 |
| Gord Fraser       | wegwedstrijd (m) | 75e       | 4:56.48 |
| Jacques Landry    | wegwedstrijd (m) | 88e       | 4:56.50 |
| Eric Wohlberg     | wegwedstrijd (m) | 80e       | 4:56.49 |
|                   |                  |           | |
| Clara Hughes      | tijdrit (v)      | Brons     | 37.13 |
| Linda Jackson     | tijdrit (v)      | 9e        | 38.50 |
| Clara Hughes      | wegwedstrijd (v) | Brons     | 2:36.44 |
| Linda Jackson     | wegwedstrijd (v) | DNF       | niet gefinisht |
| Sue Palmer-Komar  | wegwedstrijd (v) | 10e       | 2:37.06 |

### Worstelen
| Olympiër         | Onderdeel   | Resultaat   | Prestatie |
| Vrije stijl      | Vrije stijl | Vrije stijl | Vrije stijl |
| ---------------- | ----------- | ----------- | --- |
| Paul Ragusa      | -48kg (m)   | 16e         | 1e ronde: V van MGL Sergelenbaatar: 1-7 2e ronde: V van RUS Orujov: 0-12 |
| Greg Woodcroft   | -52kg (m)   | 8e          | 1e ronde: V van KAZ Mamyrov: 0-10 2e ronde: W van AUS Fitzgerald: 6-0 3e ronde: W van SVK Kollar: 6-3 4e ronde: W van USA Rosselli: walk-over 5e ronde: V van TUR Topaktaş: 1-13 7-8e plek: V van UZB Achilov: 0-11 |
| Gia Sissaouri    | -57kg (m)   | Zilver      | 1e ronde: W van MGL Tsogtbayar: 8-3 2e ronde: W van RUS Umakhanov: 1-1 3e ronde: W van UZB Zakhartdinov: 8-0 4e ronde: W van MKD Trstena: 4-1 finale: V van USA Cross: 3-5                                          |
| Marty Calder     | -62kg (m)   | 7e          | 1e ronde: V van GER Scheibe: 2-4 2e ronde: W van SUI Müller: 6-0 3e ronde: W van PUR Nieves: 3-0 4e ronde: W van CYP Parsekian: 10-4 5e ronde: V van JPN Wada: 3-7 7-8e plek: W van UZB Islamov: 9-1                |
| Craig Roberts    | -68kg (m)   | 12e         | 1e ronde: W van AUS Weiss: 12-2 2e ronde: V van USA Saunders: 1-3 3e ronde: V van BLR Gogol: 0-4 |
| David Hohl       | -74kg (m)   | 9e          | 1e ronde: V van UZB Budayev: 3-4 2e ronde: W van AUS Ozoline: 11-5 3e ronde: W van CMR Avom: 10-0 4e ronde: V van GER Leipold: 2-10                                                                                 |
| Scott Bianco     | -90kg (m)   | 15e         | 1e ronde: V van KAZ Bayramukov: 2-5 2e ronde: W van POL Kostecki: 3-2 3e ronde: V van NGR Kodei: 0-7 |
| Oleg Ladik       | -100kg (m)  | 8e          | 1e ronde: W van ALB Troplini: 7-0 2e ronde: V van POL Garmulewicz: 0-3 3e ronde: W van RUS Khabelov: walk-over 4e ronde: V van UKR Murtazaliev: 1-4 7-8e plek: V van UKR Murtazaliev: 1-3                           |
| Andy Borodow     | -90kg (m)   | 14e         | 1e ronde: V van USA Baumgartner: 0-10 2e ronde: W van KAZ Klimov: 5-3 3e ronde: V van GRE Bourdoulis: 0-1 |
| Griek-Romeins    |             |             | |
| Ainsley Robinson | -62kg (m)   | 18e         | 1e ronde: V van USA Zuninga: 2-3 2e ronde: V van KOR Choi: 0-7 |
| Colin Daynes     | -68kg (m)   | 14e         | 1e ronde: V van UZB Pulyaeva: 0-12 2e ronde: W van MAR Kandafil: 4-3 3e ronde: V van ARM Manukyan: 3-9 |
| Doug Cox         | -90kg (m)   | 19e         | 1e ronde: V van YUG Kasum: 0-3 2e ronde: V van BIH Hodžić: 2-5 |
| Colbie Bell      | -100kg (m)  | 17e         | 1e ronde: V van CUB Milián: 0-12 2e ronde: V van GEO Gogitidze: 0-3 |
| Yogi Johl        | -130kg (m)  | 13e         | 1e ronde: V van EST Hallik: 0-0 2e ronde: W van ROU Amariei: 3-1 3e ronde: V van TJK Dgvareli: 0-2 |

### Zeilen
| Olympiër                                 | Onderdeel   | Resultaat | Prestatie                                       |
| ---------------------------------------- | ----------- | --------- | ----------------------------------------------- |
| Alain Bolduc                             | mistral (m) | 16e       | 95 punten: (38-10-18-13-22-17-8-18-11)          |
| Richard Clarke                           | finn (m)    | 9e        | 75 punten: (14-6-3-10-PMS-28-3-17-21-1)         |
| Paul Hannam Brian Storey                 | 470 (m)     | 20e       | 135 punten: (10-21-12-23--21-29-20-PMS-13-11-4) |
|                                          |             |           |                                                 |
| Caroll-Ann Alie                          | mistral (v) | 12e       | 57 punten: (11-7-7-16-6-10-2-14-PMS)            |
| Tine Moberg-Parker                       | europe (v)  | 13e       | 94 punten: (4-15-9-3-12-DSQ-17-19-22-8-7)       |
| Leigh Andrew-Pearson Penny Stamper-Davis | 470 (v)     | 9e        | 76 punten: (PMS-1-3-20-6-10-5-8-19-8-16)        |
|                                          |             |           |                                                 |
| Rod Davies                               | laser       | 26e       | 194 punten: (22-PMS-24-25-17-28-23-25-26-23-9)  |
| Roy Janse Marc Peers                     | tornado     | 11e       | 83 punten: (17-11-9-9-9-12-17-8-9-8-8)          |
| Eric Jespersen Ross MacDonald            | star        | 14e       | 82 punten: (DSQ-PMS-3-18-7-8-11-5-23-7)         |
| Bill Abbott Joanne Abbott Brad Boston    | soling      | 14e       | 47 punten: (9-20-16-10-2-8-1-1-8-8)             |

### Zwemmen
| Olympiër                                                         | Onderdeel             | Resultaat | Prestatie                                         |
| ---------------------------------------------------------------- | --------------------- | --------- | ------------------------------------------------- |
| Hugues Legault                                                   | 50m vrije slag (m)    | 39e       | serie 5: 4e in 23,63                              |
| Stephen Clarke                                                   | 100m vrije slag (m)   | 15e       | serie 7: 1e in 50,14 finale B: 7e in 50,45        |
| Rob Braknis                                                      | 100m rugslag (m)      | 16e       | serie 6: 3e in 56,14 finale B: 8e in 56,00        |
| Chris Renaud                                                     | 100m rugslag (m)      | 18e       | serie 6: 7e in 56,52                              |
| Chris Renaud                                                     | 200m rugslag (m)      | 10e       | serie 5: 6e in 2.02,48 finale B: 2e in 2.01,70    |
| Jon Cleveland                                                    | 100m schoolslag (m)   | 23e       | serie 6: 8e in 1.03,14                            |
| Jon Cleveland                                                    | 200m schoolslag (m)   | 15e       | serie 5: 6e in 2.16,08 finale B: 7e in 2.16,39    |
| Stephen Clarke                                                   | 100m vlinderslag (m)  | 7e        | serie 6: 1e in 53,41 finale: 7e in 53,33          |
| Eddie Parenti                                                    | 100m vlinderslag (m)  | 15e       | serie 7: 7e in 54,03 finale B: 7e in 54,19        |
| Casey Barrett                                                    | 200m vlinderslag (m)  | 11e       | serie 4: 5e in 2.00,28 finale B: 3e in 1.59,72    |
| Curtis Myden                                                     | 200m wisselslag (m)   | Brons     | serie 5: 2e in 2.01,50 finale: 3e in 2.01,13 (NR) |
| Curtis Myden                                                     | 400m wisselslag (m)   | Brons     | serie 4: 4e in 4.18,43 finale: 3e in 4.16,28 (NR) |
| Robert Braknis Stephan Clarke Jonathan Cleveland Edward Parenti  | 4x100m wisselslag (m) | 12e       | serie 4: 4e in 3.42,95                            |
|                                                                  |                       |           |                                                   |
| Martine Dessureault                                              | 50m vrije slag (v)    | 26e       | serie 4: 6e in 26,44                              |
| Laura Nicholls                                                   | 50m vrije slag (v)    | 29e       | serie 7: 8e in 26,52                              |
| Shannon Shakespeare                                              | 100m vrije slag (v)   | 17e       | serie 4: 5e in 56,63                              |
| Joanne Malar                                                     | 200m vrije slag (v)   | 16e       | serie 4: 5e in 2.03,63 finale B: 8e in 2.03,79    |
| Andrea Schwartz                                                  | 400m vrije slag (v)   | 20e       | serie 3: 7e in 4.19,46                            |
| Nikki Dryden                                                     | 800m vrije slag (v)   | 14e       | serie 3: 5e in 8.47,19                            |
| Stephanie Richardson                                             | 800m vrije slag (v)   | 19e       | serie 3: 7e in 8.52,61                            |
| Julie Howard                                                     | 100m rugslag (v)      | 15e       | serie 5: 5e in 1.03,84 finale B: 7e in 1.04,01    |
| Julie Howard                                                     | 200m rugslag (v)      | 20e       | serie 2: 1e in 2.17,25                            |
| Guylaine Cloutier                                                | 100m schoolslag (v)   | 6e        | serie 5: 3e in 1.09,72 finale: 6e in 1.09,40      |
| Lisa Flood                                                       | 100m schoolslag (v)   | 10e       | serie 5: 5e in 1.10,26 finale B: 2e in 1.10,21    |
| Riley Mants                                                      | 200m schoolslag (v)   | 19e       | serie 4: 7e in 2.32,97                            |
| Christin Petelski                                                | 200m schoolslag (v)   | 8e        | serie 6: 4e in 2.30,30 finale: 8e in 2.31,45      |
| Jessica Amey                                                     | 100m vlinderslag (v)  | 25e       | serie 6: 7e in 1.02,81                            |
| Sarah Evanetz                                                    | 100m vlinderslag (v)  | 15e       | serie 6: 5e in 1.01,32 finale B: 7e in 1.01,44    |
| Jessica Deglau                                                   | 200m vlinderslag (v)  | 6e        | serie 3: 3e in 2.12,48 finale: 6e in 2.11,40      |
| Andrea Schwartz                                                  | 200m vlinderslag (v)  | 15e       | serie 5: 4e in 2.13,33 finale B: 7e in 2.14,07    |
| Marianne Limpert                                                 | 200m wisselslag (v)   | Zilver    | serie 4: 1e in 2.15,12 finale: 2e in 2.14,35      |
| Joanne Malar                                                     | 200m wisselslag (v)   | 4e        | serie 4: 2e in 2.16,34 finale: 4e in 2.15,30      |
| Joanne Malar                                                     | 400m wisselslag (v)   | 9e        | serie 2: 3e in 4.47,85 finale B: 1e in 4.46,34    |
| Nancy Sweetnam                                                   | 400m wisselslag (v)   | 11e       | serie 4: 5e in 4.48,56 finale B: 3e in 4.47,55    |
| Shannon Shakespeare Julie Howard Andrea Moody Marianne Limpert   | 4x100m vrije slag (v) | 7e        | serie 3: 3e in 3.45,66 (NR) finale: 7e in 3.46,27 |
| Jessica Deglau Marianne Limpert Joanne Malar Sophie Simard       | 4x200m vrije slag (v) | 5e        | serie 2: 2e in 8.12,03 finale: 5e in 8.08,16      |
| Guylaine Cloutier Sarah Evanetz Julie Howard Shannon Shakespeare | 4x100m wisselslag (m) | 5e        | serie 2: 2e in 4.09,50 finale: 5e in 4.08,29      |

Afghanistan · Albanië · Algerije · Amerikaanse Maagdeneilanden · Amerikaans-Samoa · Andorra · Angola · Antigua‑Barbuda · Argentinië · Armenië · Aruba · Australië · Azerbeidzjan · Bahama's · Bahrein · Bangladesh · Barbados · België · Belize · Benin · Bermuda · Bhutan · Bolivia · Bosnië en Herzegovina · Botswana · Brazilië · Britse Maagdeneilanden · Brunei · Bulgarije · Burkina Faso · Burundi · Cambodja · Canada · Centraal-Afrikaanse Republiek · Chili · China · Chinees Taipei · Colombia · Comoren · Congo-Brazzaville · Cookeilanden · Costa Rica · Cuba · Cyprus · Denemarken · Djibouti · Dominica · Dominicaanse Republiek · Duitsland · Ecuador · Egypte · El Salvador · Equatoriaal-Guinea · Estland · Ethiopië · Fiji · Filipijnen · Finland · Frankrijk · Gabon · Gambia · Georgië · Ghana · Grenada · Griekenland · Groot-Brittannië · Guam · Guatemala · Guinee · Guinee-Bissau · Guyana · Haïti · Honduras · Hongarije · Hongkong · Ierland · IJsland · India · Indonesië · Irak · Iran · Israël · Italië · Ivoorkust · Jamaica · Japan · Jemen · Joegoslavië · Jordanië · Kaaimaneilanden · Kaapverdië · Kameroen · Kazachstan · Kenia · Kirgizië · Koeweit · Kroatië · Laos · Lesotho · Letland · Libanon · Liberia · Libië · Liechtenstein · Litouwen · Luxemburg ·  Macedonië · Madagaskar · Malawi · Malediven · Maleisië · Mali · Malta · Marokko · Mauritanië · Mauritius · Mexico · Moldavië · Monaco · Mongolië · Mozambique · Myanmar · Namibië · Nauru · Nederland · Nederlandse Antillen · Nepal · Nicaragua · Nieuw-Zeeland · Niger · Nigeria · Noord-Korea · Noorwegen · Oeganda · Oekraïne · Oezbekistan · Oman · Oostenrijk · Pakistan · Palestina · Panama · Papoea-Nieuw-Guinea · Paraguay · Peru · Polen · Portugal · Puerto Rico · Qatar · Roemenië · Rusland · Rwanda · Saint Kitts en Nevis · Saint Lucia · Saint Vincent en Grenadines · Salomonseilanden · Samoa · San Marino · Sao Tomé en Principe · Saoedi-Arabië · Senegal · Seychellen · Sierra Leone · Singapore · Slovenië · Slowakije · Soedan · Somalië · Spanje · Sri Lanka · Suriname · Swaziland · Syrië · Tadzjikistan · Tanzania · Thailand · Togo · Tonga · Trinidad en Tobago · Tsjaad · Tsjechië · Tunesië · Turkije · Turkmenistan · Uruguay · Vanuatu · Venezuela · Verenigde Arabische Emiraten · Verenigde Staten · Vietnam · Wit-Rusland · Zaïre · Zambia · Zimbabwe · Zuid-Afrika · Zuid-Korea · Zweden · Zwitserland